# Partille Bokhandel

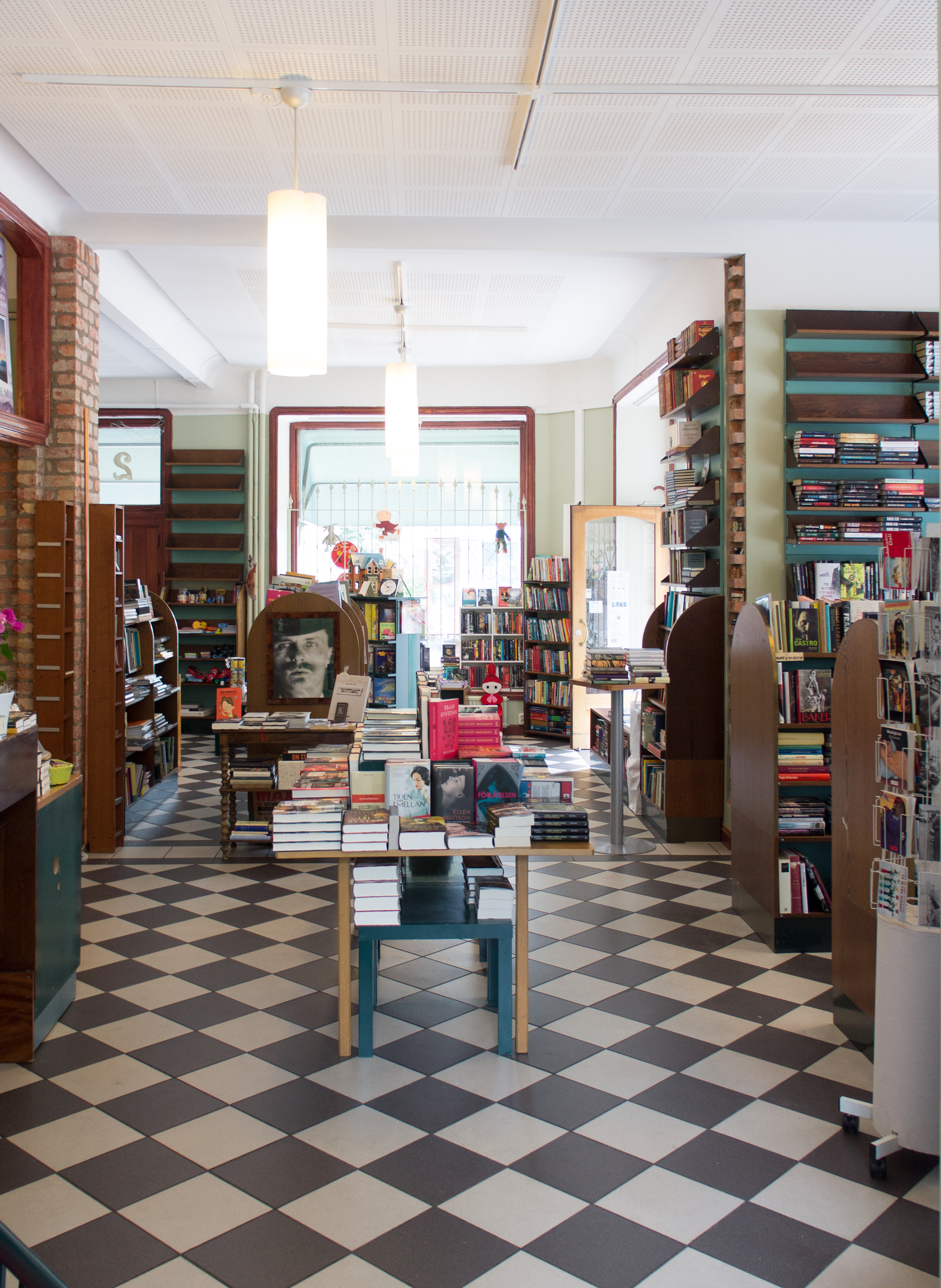
Interiör från Partille Bokhandel

Partille Bokhandel var under åren 1985–2013 en bokhandel i Göteborg, Sverige. Bokhandeln hade huvudsakligen svenska boktitlar men också böcker på franska.

## Historia
Bokhandeln grundades 1 december 1985 av lärarna Gunilla Ericsson och Margareta von Geijer. 1990 flyttade bokhandeln till Göteborgsvägen 75, Sävedalen, ett hus som byggts ut i flera omgångar för att rymma alla böcker.
Sedan 1 juli 2009 ägdes och drevs bokhandeln av Eva Carlberg Larsson.
15 juni 2012 flyttade bokhandeln till Göteborg. Anledningen var att butiken tappat kunder efter öppnandet av köpcentrumet Allum i Partille.
Bokhandeln fanns på Föreningsgatan 2, Göteborg. Fastigheten är i jugendstil och ritades av Louis Enders.
I april 2013 lades bokhandeln ned.

## Författarstipendium
Mellan 1994 och 2010 delade bokhandeln ut ett litteraturpris, Partille Bokhandels författarstipendium. Stipendiaten erhöll två månaders uppehälle (motsvarande cirka 30 000 kr) på Hôtel Chevillon i Grez-sur-Loing, 7 mil söder om Paris. Stipendiet kunde inte sökas, utan mottagaren utsågs av ägarna till Partille bokhandel.
Hôtel Chevillon var på 1880-talet samlingsplats för många nordiska kulturpersonligheter, bland andra Carl Larsson, P.S. Krøyer och August Strindberg. Hotellet har rustats upp av Stiftelsen Grez-sur-Loing i Göteborg, som äger och driver hotellet.

### Pristagare
- 1994 – Viveca Lärn
- 1995 – Jörgen Lind
- 1996 – Bo Sigvard Nilsson
- 1997 – Marie Hermanson
- 1998 – Mats Kempe
- 1999 – Maj Fagerberg
- 2000 – Sven Westerberg
- 2001 – Anna Hallberg
- 2002 – Gunnar Thorstein Halldórsson
- 2003 – Åsa Moberg
- 2004 – Ulf Svenningson
- 2005 – Fredrik Nyberg
- 2006 – Anna Bergenström
- 2007 – Johanna Thydell
- 2008 – Lina Ekdahl
- 2009 – Johan Theorin
- 2010 – Johan Hakelius[9]

## Källhänvisningar
1. 1 2 3  Partille bokhandel stänger Arkiverad 17 mars 2017 hämtat från the Wayback Machine., Partilletidningen, läst 17 mars 2017
2. ↑  Partillebokhandel.se – Om Butiken, arkiverad version på Internet Archive, läst 17 mars 2017
3. ↑  ”Partille bokhandel stänger”. https://www.gp.se/kultur/partille-bokhandel-st%C3%A4nger-1.525705. Läst 14 augusti 2015.
4. ↑  Clausson, Malin (2010-05-28/2010-06-01): "Partillepris till Johan Hakelius". Arkiverad 24 september 2015 hämtat från the Wayback Machine. GP.se. Läst 2 mars 2015.
5. ↑  Partille bokhandel stänger, Svenska Dagbladet, läst 17 mars 2017
6. ↑  Presentation av stipendiet på Partielle bokhandels webbplats Arkiverad 14 oktober 2012 hämtat från the Wayback Machine.
7. ↑  Information om stipendiet på Grez-stiftelsens webbplats Arkiverad 11 augusti 2010 hämtat från the Wayback Machine.
8. ↑  Grez-stiftelsens webbplats
9. ↑  ”Partillepris till Johan Hakelius, Göteborgs-Posten, GP.se, 1 juni 2010”. Arkiverad från originalet den 24 september 2015. https://web.archive.org/web/20150924045604/http://www.gp.se/kulturnoje/1.379057-partillepris-till-johan-hakelius. Läst 13 juli 2012.